# Norman Read
Norman Richard Read (Portsmouth, 13 de agosto de 1931 - Pirongia, 22 de maio de 1994) foi um atleta e campeão olímpico neozaleandês especializado na marcha atlética.
Nascido na Inglaterra, ele emigrou para a Nova Zelândia em 1953 onde logo conseguiu destaque local no atletismo como marchador. Em 1955, ganhou o campeonato neozelandês das provas de 20 km e 50 km. Mesmo assim, sem conseguir qualificação para os Jogos de Melbourne nem pela Nova Zelândia nem pela Grã-Bretanha, foi à Austrália onde venceu o campeonato australiano em 4h30m17s, apenas dois minutos acima do então recorde olímpico. Com isso, foi rapidamente incluído na delegação da Nova Zelândia à Melbourne 1956.
Nos Jogos, Read competiu na prova dos 50 km, disputada sob temperaturas de cerca de 30°C. Correndo de maneira conservadora os primeiros 30 km, fez sua arrancada a partir dos 35 km, alcançando os líderes e ultrapassando-os e na marca dos 45 km tinha 1m22s de liderança. Ele venceu a prova e conquistou o ouro olímpico em 4h30m43s numa prova em que apenas seis marchadores a completaram em menos de cinco horas e seis desistiram, mostrando a dureza das condições climáticas.
Nos anos posteriores, ele melhorou  seu recorde pessoal nos 50 km até 4h21m23s, e decidiu participar das duas distâncias - 20 km e 50 km - da marcha atlética em Roma 1960. Cinco dias depois de chegar em quinto na prova de menor distância, ele acabou não conseguindo finalizar a de sua especialidade, os 50 km. Se tivesse corrido apenas essa última e fizesse sua melhor marca conseguida na Nova Zelândia, teria vencido a prova com quatro minutos de vantagem para o virtual campeão, o britânico Don Thompson.
Sua carreira internacional terminou em 1966, nos Jogos da Commonwealth realizados na Jamaica, onde ficou com a medalha de bronze nos 20 km. Ele competiu nacionalmente até a idade de 52 anos e nunca foi desclassificado ou advertido pelos fiscais por tirar os dois pés do chão. Morreu de um ataque cardíaco quando participava de uma prova de ciclismo para veteranos na pequena cidade neozelandesa de Pirongia, em maio de 1994, aos 62 anos.